# Giulio Jatta
Giulio Jatta (Ruvo di Puglia, 2 giugno 1861 – Ruvo di Puglia, 9 febbraio 1891) è stato un numismatico, archeologo e traduttore italiano.

## Biografia
Era figlio di Giovanni Jatta junior e di Angela Capelluti. Studiò lettere e filosofia all'università Napoli. Indi si recò a Roma per seguire i suoi interessi in archeologia e numismatica.
Il 28 maggio 1890 sposò Maria Ayala Valva.
Tra i suoi lavori, A proposito di una moneta di Rubi, Le monete greche di argento della Magna Grecia, Atlante numismatico, nonché traduzioni di Schiller, Goethe e anche di Moore.
Catalogò il medagliere del Museo nazionale Jatta.